# Epyaxa rosearia
Epyaxa rosearia är en fjärilsart som först beskrevs av Doubleday in White och Doubleday 1843.  Epyaxa rosearia ingår i släktet Epyaxa och familjen mätare. Inga underarter finns listade i Catalogue of Life.

## Bildgalleri

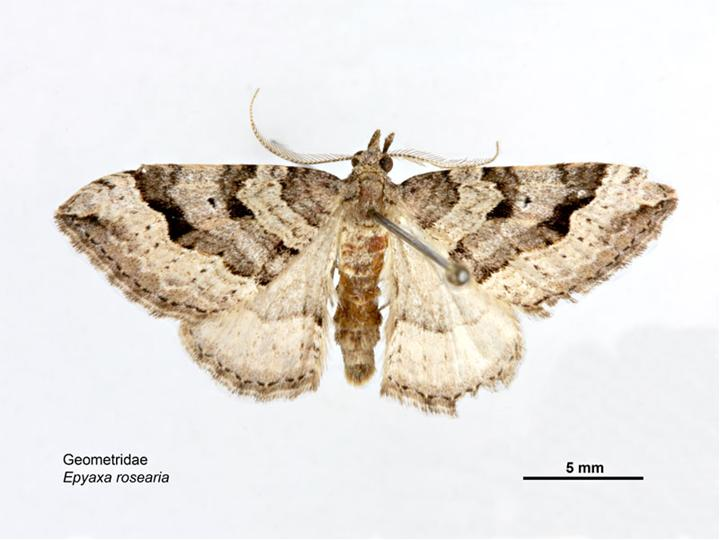
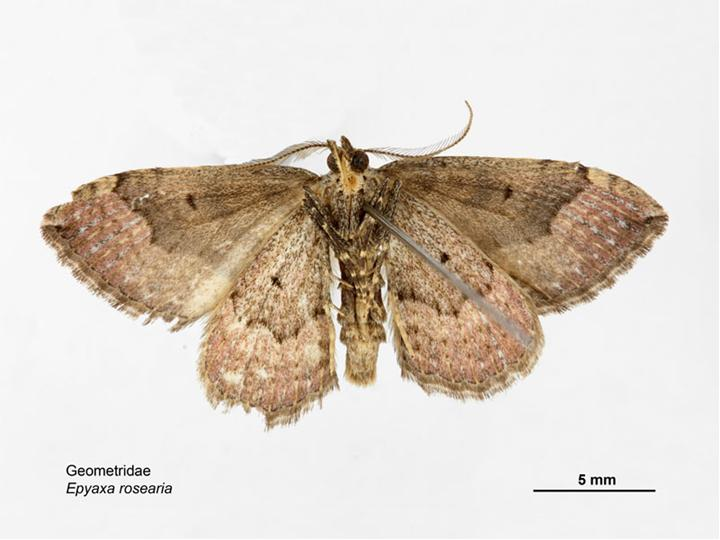